# Guéza (Damagaram Takaya)
Guéza ist ein Dorf in der Landgemeinde Damagaram Takaya in Niger.

## Geographie
Das Dorf liegt rund 24 Kilometer nordöstlich des Hauptorts Damagaram Takaya der gleichnamigen Landgemeinde und des gleichnamigen Departements Damagaram Takaya, das zur Region Zinder gehört. Zu weiteren Siedlungen in der Umgebung von Guéza zählen Guirdiguiski im Nordwesten, Garazou und Daoutcha Koura im Nordosten, Moa und Raffa im Südosten, Chiouni im Süden, Zarnouski im Südwesten sowie Tounfafiram im Westen.
Die Landschaft um Guéza ist von großen Transversaldünen geprägt. Südlich des Dorfs erheben sich Quarzit-Hügel. Guéza ist Teil der Übergangszone zwischen Sahara und Sahel. Die durchschnittliche jährliche Niederschlagsmenge beträgt hier zwischen 200 und 300 mm.

## Bevölkerung
Bei der Volkszählung 2012 hatte Guéza 2836 Einwohner, die in 500 Haushalten lebten. Bei der Volkszählung 2001 betrug die Einwohnerzahl 1527 in 295 Haushalten und bei der Volkszählung 1988 belief sich die Einwohnerzahl auf 1165 in 248 Haushalten.
Die Bevölkerungsdichte in diesem Gebiet ist mit 10 bis 20 Einwohnern je Quadratkilometer relativ gering.

## Wirtschaft und Infrastruktur
Die Siedlung liegt in einem Gebiet des Übergangs zwischen der Naturweidewirtschaft des Nordens und des Ackerbaus des Südens, was zu Landnutzungskonflikten führt. Eine Getreidebank wurde in den 1980er Jahren etabliert. Mit einem Centre de Santé Intégré (CSI) ist ein Gesundheitszentrum im Dorf vorhanden. Es gibt eine Schule.